# Рудім Руслан Володимирович
Русла́н Володи́мирович Рудім (1 липня 1976 — 27 серпня 2015) — солдат Збройних сил України.

## Життєвий шлях
Виховували сина батьки Лідія Адамівна та Володимир Васильович. Закінчив 9 класів фастівської ЗОШ № 3 1992 року, розпочав трудовий шлях на Фастівському машинобудівному заводі «Червоний Жовтень». Відслужив строкову військову службу, полк морської авіації, місто Саки.
З березня 2015-го — доброволець, солдат, 24-та окрема механізована бригада.
27 серпня 2015-го загинув на бойовому посту під селом Кримське Новоайдарського району.
31 серпня 2015-го похований у місті Фастові з військовими почестями на Алеї слави.
Без брата лишилася сестра Тетяна.

## Вшанування
- 26 серпня 2016-го на фасаді Фастівської ЗОШ № 3 відкрито меморіальну дошку випускнику Руслану Рудіму.
- Почесний громадянин Фастова (посмертно)[1]
- Портрет героя встановлено на меморіалі "Стіна пам'яті полеглих за Україну" у Києві: секція 7, ряд 2, місце 41.